# Yaël Lerer
Yaël Lerer (en hébreu : יעל לרר), née le 15 février 1967 à Tel Aviv, est une femme politique franco-israélienne et une militante de gauche. 

## Biographie

### Naissance et vie privée
Yaël Lerer est née le 15 février 1967 à Tel Aviv, en Israël. Elle déménage en France en 2008 puis obtient la nationalité française en 2016.
Elle parle couramment l'hébreu, l'arabe, le français et l'anglais.

### Parcours professionnel
En 2000, elle fonde la maison d'édition Andalus, aujourd'hui disparue, spécialisée dans la traduction d'œuvres de la littérature arabe en hébreu. Elle reçoit entre autres le soutien de Mahmoud Darwich, Edward Saïd, Elias Khoury, Mohamed Berrada, Mohamed Choukri et travaille avec l'artiste palestinien Sharif Waked (en) pour l'illustration des livres.
En 2013, elle interprète le rôle d'une avocate dans le film palestinien Omar. Réalisé par Hany Abu-Assad, le film remporte le prix spécial de la section Un certain regard au Festival de Cannes 2013. Il est nommé pour représenter la Palestine aux Oscars du cinéma 2014 dans la catégorie meilleur film en langue étrangère.

### Parcours politique

#### Élections législatives israéliennes
Membre fondateur du parti politique israélien Balad en 1995, elle en fut sa porte-parole et l'attachée parlementaire à la Knesset du député Azmi Bishara à la suite des élections générales israéliennes de 1996,. Elle déménage en France en 2008 mais maintient un lien avec Balad, apparaissant d'ailleurs sur la liste du parti lors des élections législatives israéliennes de 2013.

#### Candidature à l'élection législative partielle des Français de l'étranger en 2023
En 2023, elle est candidate à l'occasion d'une élection législative partielle dans la 8e circonscription des Français établis hors de France après l'annulation par le Conseil constitutionnel de l'élection de Meyer Habib en raison d'« irrégularités manifestes » et de « manipulations » constatées en juin 2022. Soutenue par la coalition de gauche de la Nouvelle Union populaire écologique et sociale, elle déclare s'opposer aux « gouvernements d'extrême droite » en Italie et en Israël, se battre contre « l'escalade du conflit israélo-palestinien » et entend « défendre les acquis démocratiques en Turquie ». 
Le 2 avril 2023, à l'issue du premier tour, elle obtient 2 445 voix, soit 15,67 % des suffrages exprimés, arrivant donc en 3e position de l'élection, derrière Meyer Habib, candidat à sa réélection, soutenu par Les Républicains et arrivé en tête avec 38,35 % des suffrages et la candidate Renaissance, Deborah Abisror-de Lieme, arrivée 2e avec 24,67 % des suffrages. 
Elle ne donne pas de réelles consignes de vote, mais marque son hostilité à la candidature de Meyer Habib dans une publication sur sa page Facebook, en le désignant comme « quelqu'un qui prône le soutien inconditionnel de la politique de l'État d'Israël, l'occupation et la colonisation ».

#### Candidature aux élections législatives françaises de 2024
En juin 2024, elle est investie par le Nouveau Front populaire aux élections législatives de la huitième circonscription des Français établis hors de France,. Elle a pour suppléant Salam Ismail, un Franco-Palestinien né à Gaza. 
Arrivée en 3e position à l'issue du premier tour avec 7 516 votes et 23,14 % des suffrages exprimés, elle manque le second tour de 340 voix, la candidate Ensemble pour la République, Caroline Yadan, arrivant en 2e position avec 24,18 %, derrière Meyer Habib qui récolte 35,58 % des suffrages exprimés . Hors Israël, Yaël Lerer arrive cependant en tête de la circonscription et appelle à voter contre Meyer Habib au second tour, comparant le député sortant à « une machine de haine » en rappelant qu'il a un jour comparé les Gazaouis à un « cancer ».

## Prises de position

### Soutien à la Palestine
Dans les années 2010, Yaël Lerer soutient la Coalition des femmes pour la paix (en) et les actions menées par la campagne Boycott from Within (en) issue du mouvement BDS.
Le 16 juillet 2014, elle participe à une manifestation à Paris en soutien au peuple palestinien dans le contexte d'un conflit armé entre Israël et Gaza. Elle dénonce notamment « le soutien automatique » des gouvernements occidentaux à Israël et critique la « complicité des médias » qui « perpétuent » le conflit, ajoutant que « les deux peuples vivront ensemble ou ils mourront ensemble ».
En 2021, elle cosigne une lettre ouverte dénonçant l'« apartheid israélien » et comparant la bande de Gaza à un ghetto,.

### Guerre à Gaza depuis 2023
Le 31 octobre 2023, elle cosigne une tribune d'un collectif de 85 personnalités juives dans Libération, dénonçant l'opération militaire israélienne en cours dans la bande de Gaza et « l'instrumentalisation de l'émotion légitime suscitée par les attaques du 7 octobre ».
Le 21 novembre 2023, dans une tribune intitulée « Associer tous les Palestiniens à l'homophobie du Hamas est essentialiste », elle s'associe à des organisations et militants LGBT pour condamner l'instrumentalisation de leurs luttes et la rhétorique consistant à discréditer les critiques d'Israël en les qualifiant d'antisémites ou de soutien au Hamas.
Le 16 mai 2024, dans une tribune collective publiée dans Mediapart à l'initiative de la Ligue des droits de l'Homme et de la CGT, elle réclame l'application du droit international humanitaire et dénonce une « véritable police de la pensée » quant à l'utilisation de l'expression « apologie de terrorisme » pour « bâillonner » les protestations citoyennes.
En octobre 2024, elle lance un appel à la communauté internationale dans une lettre ouverte, rejoint par 3 700 signataires de citoyenneté israélienne et relayé notamment par Libération, The Guardian, Die Tageszeitung et De Morgen, pour l'adoption et la mise en œuvre de « toute sanction possible contre Israël » afin d'obtenir un cessez-le-feu immédiat et durable et pour l'avenir des peuples vivant en « Israël Palestine » et dans la région,.

### Environnement et écologie
Yaël Lerer est engagée dans la lutte contre la crise climatique et la pollution plastique en Méditerranée.

## Synthèse des résultats électoraux

### Élections législatives
| Année | Parti | Parti       | Circonscription                        | 1er tour | 1er tour | 1er tour | Issue  |
| Année | Parti | Parti       | Circonscription                        | Voix     | %        | Rang     | Issue  |
| ----- | ----- | ----------- | -------------------------------------- | -------- | -------- | -------- | ------ |
| 2023  |       | DVG (NUPES) | 8e des Français établis hors de France | 2 445    | 15,67    | 3e       | Battue |
| 2024  |       | DVG (NFP)   | 8e des Français établis hors de France | 7 516    | 23,14    | 3e       | Battue |